# كيفن ساندوفال
كيفن ساندوفال (بالإسبانية: Kevin Sandoval)‏ (18 أغسطس 1962 بغواتيمالا في غواتيمالا - ) هو لاعب كرة قدم غواتيمالي في مركز الهجوم، شارك في الألعاب الأولمبية الصيفية 1988. وشارك مع منتخب غواتيمالا لكرة القدم. أما مع النوادي، فقد لعب مع نادي كوميونيكيشنس وميونيسيبال ونادي أورورا.

## وصلات خارجية
- كيفن ساندوفال على موقع الاتحاد الدولي (مؤرشف)  (الإنجليزية)
- كيفن ساندوفال على موقع قاعدة بيانات كرة القدم.إي يو (الإنجليزية)
- كيفن ساندوفال على موقع أوليمبيديا (الإنجليزية)